# Sthenelanella corallicola
Sthenelanella corallicola är en ringmaskart som beskrevs av Thomassin 1972. Sthenelanella corallicola ingår i släktet Sthenelanella och familjen Sigalionidae. Inga underarter finns listade i Catalogue of Life.